# Robert Thomas Moore
Robert Thomas Moore (Haddonfield, 24 juni 1882 - La Cañada Flintridge, 30 oktober 1958) was een Amerikaanse ornitholoog, ondernemer en filantroop.

## Jeugd en opleiding
Robert Thomas Moore was de zoon van de succesvolle zakenman Henry Dyer Moore (1842-1930) en diens echtgenote Mary Jones Smith (1847-1934) en de broer van Minnie Antoinette, Mary Eva, Gilbert Henry en William Garrett.
Zijn eerste school, de Haddonfield Public School, beëindigde hij in 1896 als beste van de klas. Daarna verkaste hij naar de William Penn Charter School in Philadelphia, die hij in 1899 afsloot. Hij volgde een studie aan de Universiteit van Pennsylvania, die hij in 1904 afsloot met een Bachelor of Arts. Reeds een jaar later volgde aan de Harvard-universiteit de afronding tot Master of Arts. Aan de universiteit van München maakte hij ten slotte een post graduate-studie.

## Carrière
In de vroege jaren 1900 begon hij in zijn zomerresidentie nabij Boreston Mountain een vossenfarm, waar hij zilvervossen kweekte en gewonde dieren opnam. In 1909 stelde hij de architect Wilfred Everett Mansur te werk, die hem uit het hout van de Amerikaanse sparrensoort Picea rubens enkele huisjes bouwde in Sunset Pond. In 1958 droeg hij het gebied met verdere donaties van zijn zoon en zijn dochter over aan de National Audubon Society. Tegenwoordig is het gebied verklaard tot Borestone Mountain Audubon Sanctuary. In 1919 organiseerde hij de eerste zilvervos-tentoonstelling in Boston, die hij krachtens het succes een jaar later herhaalde. Later richtte hij een tweede vossenfarm op in Big Bear Lake. Bijkomstig trad hij op als bedrijfsleider van de Moore Securities Company, de Eastern Finance & Securities Company in Philadelphia en de Reduction & Mines Company in Guanajuato.
Van 1911 tot 1916 was hij heruitgever van het vaktijdschrift Cassinia, dat reeds in 1901 door de Delaware Valley Ornithological Club als publicatieplatform werd ingevoerd. Toen Moore naar het zuiden van Californië verhuisde, werd hij bij de afdeling zoölogie van het California Institute of Technology opgenomen, waar hij van 1929 tot 1950 werkte als vennoot. Moore verzamelde ca. 65.000 vogelhuiden en 1000 zoogdierpreparaten, die voor 80% uit Mexico afkomstig waren. De dierpreparaten schonk hij aan het Occidental College in Los Angeles. Tussentijds waren er plannen om Moore's verzameling samen te voegen met die van Donald Ryder Dickey. Dit project werd echter werd verworpen.

## Expedities
In 1927 leidde Moore zijn eerste zoölogische expeditie in Ecuador. In juli 1929 volgde een verdere expeditie in hetzelfde land, met als doel de eerste beklimming van de 5230 meter hoge vulkaan Sangay. Bij de toerusting oriënteerde hij zich op berichten van pioniers zoals Edward Whymper en George Miller Dyott. De expeditie startte in juni 1929 vanuit het indianendorp Alao. Leden van de groep waren Moore, zijn zoon Terris, Lewy Thorne en zijn stiefzoon Waddell Austin. In augustus 1929 bereikten ze als eerste de top van de vulkaan. Toen de Ecuadoraanse consul Victor Manuel Egas probeerde om zijn regering tot intensievere natuurbeschermingswetten aan te sporen, zette hij zich gelijktijdig in Californië in om steun van invloedrijke mensen en instellingen te bewerkstelligen. Hier kreeg hij naast Moore interesse van Harry Schelwald Swarth van de California Academy of Sciences en van Harold Jefferson Coolidge jr. van het American Committee for International Wildlife Protection als begunstiger voor bescherming van de Galapagoseilanden. Moore was van 1934 tot 1938 voorzitter van de Galapagos-commissie, die aanzienlijk bijdroegen aan de oprichting van de Charles Darwin Foundation. Zijn studies over de Ecuadoraanse avifauna leidde tot onder andere de eerste beschrijving van de Wetmore-bergtangara.
Zijn artikels The Mt. Sangay Labyrinth and Its Fauna en Gonzalo Pizarro’s Trail to the Land of Cinnamon and Its Denizens uit 1934 behoorden toentertijd tot de weinige publicaties, die berichtten over het vogelleven in de Andes. Later verlegde Moore zijn onderzoekszwaartepunt op het gebied van Mexico. Hij nam particuliere verzamelaars in dienst, waaronder Chester Converse Lamb (1882-1965), die voor Moore tussen 1933 en 1955 in Mexico verzamelden. Andere verzamelaarsitems in Moore's verzameling kwamen onder andere van Alfonso Maria Olalla (1899-1971), Ramon Olalla, Mario del Toro Aviles, Cecil Frank Underwood (1867-1943), Wilmot Wood Brown jr. en John Thomas Wright. Hijzelf bezocht Mexico in 1933, 1934, 1936, 1937, 1938, 1942, 1943, 1945 en 1948.
Toen de beide banden Distributional Check-List of the Birds of Mexico in 1950 en 1957 verschenen, stelde Moore voor de eerste keer zijn omvangrijke verzameling ter beschikking, een bijdrage die van onschatbare waarde was voor het succes van deze werken. De tweede band steunde hij extra financieel met 7500 dollar, zodat dit überhaupt kon worden uitgegeven. Ook als hij slechts beperkt als auteur meewerkte, behoren de beide banden zeer zeker tot zijn aanzienlijkste bijdragen in de discipline ornithologie. Uiteraard was het merendeel van de bijdragen afkomstig van Herbert Friedman, Ludlow Griscom en Alden Holmes Miller. In het bijzonder bij de tweede band was hij door ziekte slechts bij de samenstelling van de kraaiachtigen, de boszangers en deels bij de tirannen betrokken. Voor zijn werkzaamheden aan Check List of Mexican Birds en zijn mede-auteurschap aan Biotic Provinces of Mexico werd hij geëerd met het eredoctoraat van de wetenschap door het Occidental College.
Nadat hij zich iets had teruggetrokken uit de ornithologie, verlegde hij zijn focus naar de Presbyterian Church en het dichten. Sinds 1949 reikte hij Borestone Mountain Poetry Awards uit, een jaarlijkse poëtische bloemlezing. Met de publicatie moedigde hij de artiesten aan met premies. Na Moore's dood leidde Lionel Stevenson (1902-1973) Borestone Mountain Poetry Awards verder. In de eerste editie schreef hij een necroloog over Moore. In zijn woord vooraf eerde Stevenson hem met de woorden: Robert Thomas Moore was een unieke mengeling uit dichter, wetenschapper en zakenman.

## Lidmaatschappen
Moore werd in 1898 lid van de American Ornithologists' Union, die hij 60 jaar trouw bleef. In 1940 werd hij door de AOU tot fellow gekozen. Bovendien was hij fellow van de Royal Geographical Society in Londen, fellow van The Explorers Club en in 1920 eerste ere-president van de American National Fox Breeders Association. Verder was hij fellow van de American Geographical Society, lid van de Avicultural Society in Londen en New York en de American Association for the Advancement of Science. In 1940 was hij president van de afdeling Zuid van de Cooper Ornithological Club.

## Naamgevingen
In 1957 beschreven Dwain Willard Warner (1917-2005) en Byron Eugene Harrell (1924-2010) een ondersoort van de zangkwartel Dactylortyx thoracicus moorei, waarmee ze Robert Thomas Moore eerden, uit wiens verzameling het type-exemplaar stamde, dat in juli 1940 werd verzameld door Mario del Torro bij de Cerro Brujo in het Municipio Ocozocoautla de Espinosa. Tegenwoordig geldt deze naam als synoniem voor Dactylortyx thoracicus chiapensis (Nelson, 1898). Hans Edmund Wolters hernoemde Haemorhous mexicanus griscomi in Haemorhous mexicanus moorei, omdat hij dacht, dat de naam reeds door Spinus notatus griscomi door Adriaan Joseph van Rossem bezet was.

## Privéleven en overlijden
Op 22 december 1903 trouwde Robert Thomas Moore met Selma Helena Muller, waarvan hij zich in september 1920 liet scheiden. Uit dit huwelijk kwamen de kinderen Terris (1908-1993) en Karlene Wilhelmina (1915-1968) voort. Daarna voerde hij een kort huwelijk met Ann Beegle-Hill, dat echter spoedig weer ontbonden werd. Ten slotte sloot hij op 17 juni 1922 een derde huwelijk met Margaret Forbes-Cleaves, die de kinderen Waddell en Paul Austin mee in het huwelijk bracht. Samen hadden ze een dochter Marilynn Cleaves.
Moore overleed op 30 oktober 1958 op 76-jarige leeftijd in zijn huis in Flintridge.

## Eerste beschrijvingen
Robert Thomas Moore heeft enkele soorten en ondersoorten als eerste auteur beschreven. 

### Soorten
- Tephrophilus wetmorei (Moore, RT, 1934)
- Cyanocorax dickeyi (Kroongaai) Moore, RT, 1935
- Megascops seductus (Balsasschreeuwuil) (Moore, RT, 1941)
- Rhynchopsitta terrisi (grote araparkiet) Moore, RT, 1947
- Lophornis brachylophus (kortkuifkoketkolibrie) Moore, RT, 1949
- Megascops lambi (Moore, RT & Marshall, 1959)

### Ondersoorten
- Momotus mexicanus vanrossemi (Bruinkapmotmot) Moore, RT, 1932
- Peucaea carpalis bangsi (Roestvleugelgors) Moore, RT, 1932
- Cnemathraupis eximia cyanocalyptra Moore, RT, 1934
- Cnemathraupis eximia zimmeri Moore, RT, 1934
- Chaetocercus heliodor cleavesi (Zonneboself) Moore, RT, 1934
- Lepidocolaptes leucogaster umbrosus (Witbuikmuisspecht) Moore, RT, 1934
- Ptiliogonys cinereus otofuscus (Grijze zijdevliegenvanger) Moore, RT, 1935
- Haemorhous mexicanus rhodopnus (Mexicaanse roodmus) Moore, RT, 1936
- Atthis heloisa margarethae (Hommelkolibrie) Moore, RT, 1937
- Cardellina rubra melanauris (Rode zanger) Moore, RT, 1937
- Haemorhous mexicanus centralis (Mexicaanse roodmus) Moore, RT, 1937
- Catharus aurantiirostris aenopennis (Geelbekdwerglijster) Moore, RT, 1937
- Eupsittula canicularis clarae (Ivooraratinga) Moore, RT, 1937
- Glaucidium palmarum oberholseri (Colimadwerguil) Moore, RT, 1937
- Myadestes townsendi calophonus (Bergsolitaire) Moore, RT, 1937
- Spizella passerina atremaea (Musgors) Moore, RT, 1937
- Turdus assimilis calliphthongus (Mexicaanse witneklijster) Moore, RT, 1937
- Arremon virenticeps verecundus (Groenkapstruikgors) Moore, RT, 1938
- Vireo pallens paluster (Mangrovevireo) Moore, RT, 1938
- Haemorhous mexicanus coccineus (Mexicaanse roodmus) Moore, RT, 1939
- Haemorhous mexicanus griscomi (Mexicaanse roodmus) Moore, RT, 1939
- Megascops guatemalae dacrysistactus (Roodwangschreeuwuil) Moore, RT  & Peters, JL, 1939
- Megascops guatemalae fuscus (Roodwangschreeuwuil) Moore, RT  & Peters, JL, 1939
- Cynanthus latirostris propinquus (Breedsnavelkolibrie) Moore, RT, 1939
- Sialia mexicana amabilis (Blauwkeelsialia) Moore, RT, 1939
- Cistothorus platensis tinnulus (Graswinterkoning) Moore, RT, 1941
- Megascops kennicottii suttoni (Westelijke schreeuwuil) Moore, RT, 1941
- Oreothlypis superciliosa sodalis (Ornaatzanger) Moore, RT, 1941
- Toxostoma crissale dumosum (Roodbuikspotlijster) Moore, RT, 1941
- Toxostoma curvirostre celsum (Krombekspotlijster) Moore, RT, 1941
- Kieneria fusca toroi Moore, RT, 1942
- Geothlypis nelsoni karlenae (Nelsons maskerzanger) Moore, RT, 1946
- Peucaea carpalis cohaerens (Roestvleugelgors) Moore, RT, 1946
- Glaucidium palmarum griscomi (Colimadwerguil) Moore, RT, 1947
- Glaucidium griseiceps occultum (Grijskopdwerguil) Moore, RT, 1947
- Panyptila cayennensis veraecrucis (Cayennegierzwaluw) Moore, RT, 1947
- Phalaenoptilus nuttallii centralis (Poorwill) Moore, RT, 1947
- Kieneria fusca campoi Moore, RT, 1949
- Amazilia beryllina lichtensteini (Berylamazilia) Moore, RT, 1950

- Système universitaire de documentation: 102785899
- Virtual International Authority File: 195035162